# Willem Bijkerk

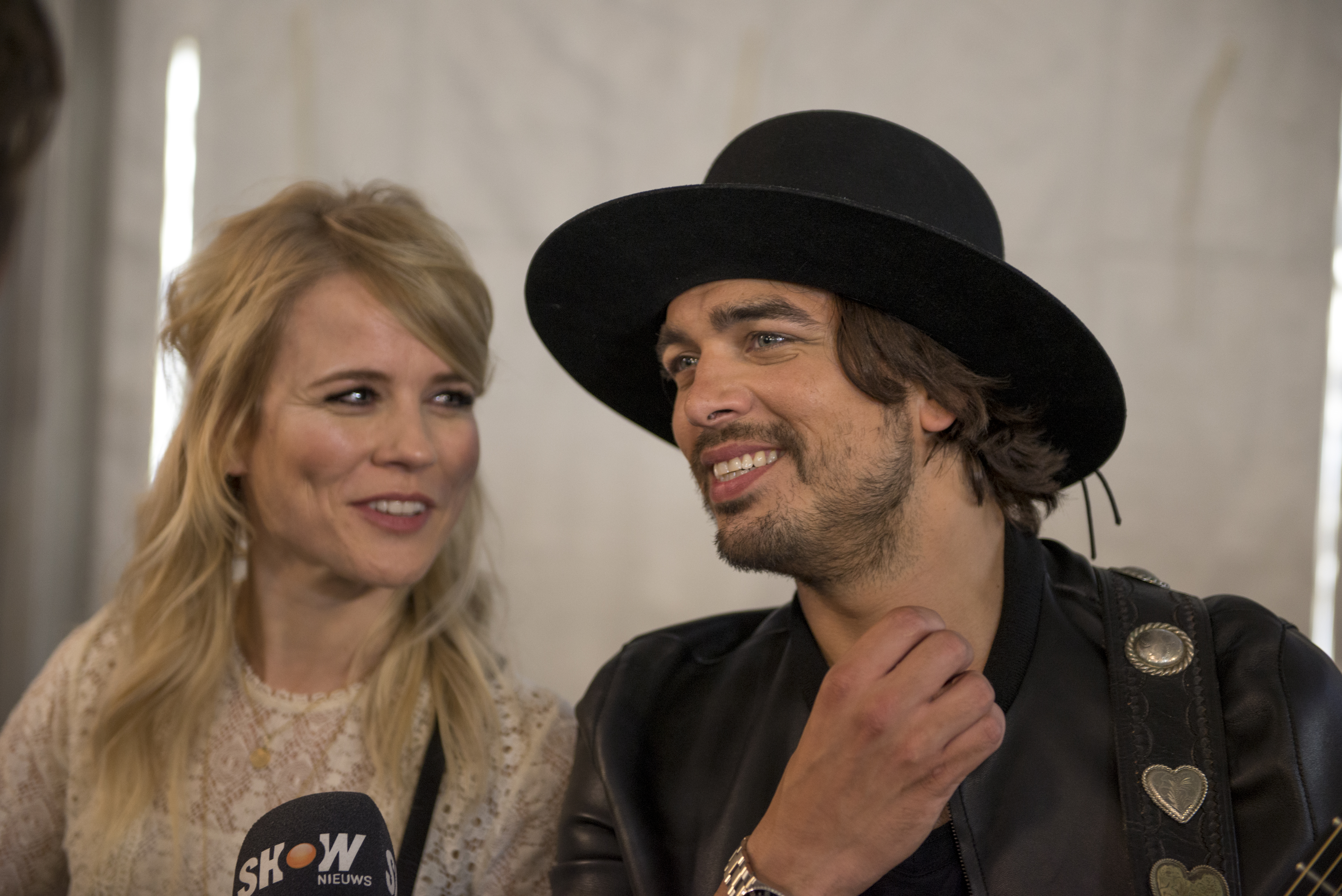
Waylon junto con Ilse DeLange.

Willem Bijkerk (Apeldoorn, 20 de abril de 1980), conocido artísticamente como Waylon, es un cantante, compositor y músico neerlandés.

## Carrera musical
Inició profesionalmente su carrera musical en el año 1995, cantando junto Carlo Boszhard y Irene Moors en un programa de televisión de la cadena RTL 4. A su vez también era miembro de una banda llamada "West Virginian Ferrocarril" y desde entonces también es percusionista. En el año 2001 se trasladó a los Estados Unidos, donde estuvo asociado con el famoso cantante Waylon Jennings y con el que llegó a estar de gira, un año más tarde tras fallecer Jennings, regresó a Países Bajos y allí comenzó a trabajar en solitario, tomando como nombre artístico (Waylon) en honor al cantante Jennings.
Años más tarde en 2008, participó en el reality show "Holland's Got Talent" y tras su paso por él publicó su primer álbum titulado Wicked Ways, que fue uno de los más vendidos de 2009 en los Países Bajos. Tras ello logró ganar y ser nominado a numerosos premios musicales de gran prestigio a nivel nacional.

### Festival de la Canción de Eurovisión 2014
El 25 de noviembre de 2013, la televisión pública Nederlandse Publieke Omroep (NPO) lo eligió, junto a la cantante Ilse DeLange, para representar a los Países Bajos en el Festival de la Canción de Eurovisión 2014. Al ser ambos bastante conocidos en la escena musical del país, meses atrás de su elección emprendieron un proyecto que les llevó a la ciudad de Nashville, Estados Unidos, para preparar su primer álbum conjunto, en el que se incluía la canción «Calm after storm», la cual llevaron al festival.
En la final del Festival de Eurovisión 2014, celebrada el 10 de mayo en el B&W Hallerne de Copenhague, Dinamarca, lograron quedar en segundo lugar con un total de 238 puntos, por detrás de Conchita Wurst y obteniendo la mejor posición del país en el festival desde 1975.
A raíz de su participación en Eurovisión, el dúo y su canción «Calm after storm» subieron rápidamente a las listas de éxitos en todo el mundo, logrando colocarse en el puesto 12 a nivel mundial.
Poco después de Eurovisión, abandonó The Common Linnets para concentrarse en su carrera en solitario.

## Vida personal
Tuvo un hijo, Dylan, en 2002. 
Su segundo hijo y el primero con Bibi Breijman, una niña llamada Teddy, nació en noviembre de 2018.